# 広島県道36号高田沖美江田島線
広島県道36号高田沖美江田島線（ひろしまけんどう36ごう たかだおきみえたじません）は、広島県江田島市を通る県道（主要地方道）である。

## 概要
広島県江田島市能美町高田（たかた）を起点に江田島市江田島町江南1丁目（江南交差点）に至る。
路線は、津久茂瀬戸から島の西部を反時計回りに海岸付近を通り、やがて国道と一部重複して北上、江田島湾岸を東に向きを変える。

### 路線データ
- 起点：広島県江田島市能美町高田
- 終点：広島県江田島市江田島町江南1丁目（江南交差点）
- 総延長：約22.2 km

## 歴史
- 1993年（平成5年）5月11日 - 建設省から、県道音戸沖美線の一部・県道三高鹿川飛渡瀬線が高田沖美江田島線として主要地方道に指定される[1]。
- 1996年（平成8年） - 同県道の高祖バイパスを広島県が事業着手[注 1]。
- 2021年（令和3年）11月8日 - 高祖バイパスの利用を開始[注 2]。
- 2024年（令和6年）11月2日 - 江田島市沖美町三吉で土砂崩れが発生し全面通行止めとなる[3]。

## 路線状況

### 重複区間
- 国道487号（永田川橋東詰交差点 - 中町港入口交差点）

### バイパス
- 沖美町是長附近
- 沖美町高祖附近

## 地理

### 通過する自治体
- 江田島市

### 交差する道路

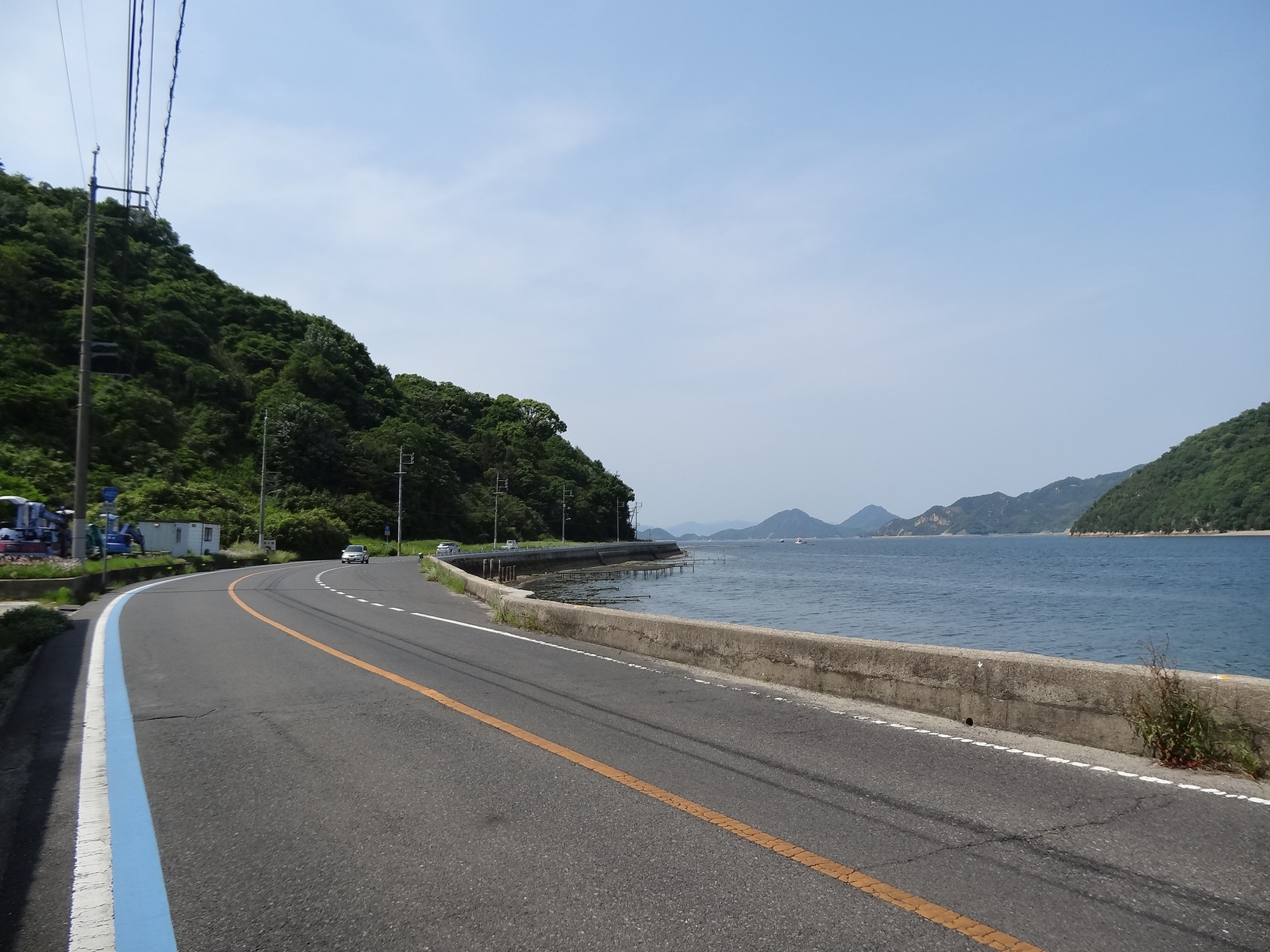
起点の能美町高田（写真手前は国道487号）。右側（東）は津久茂瀬戸

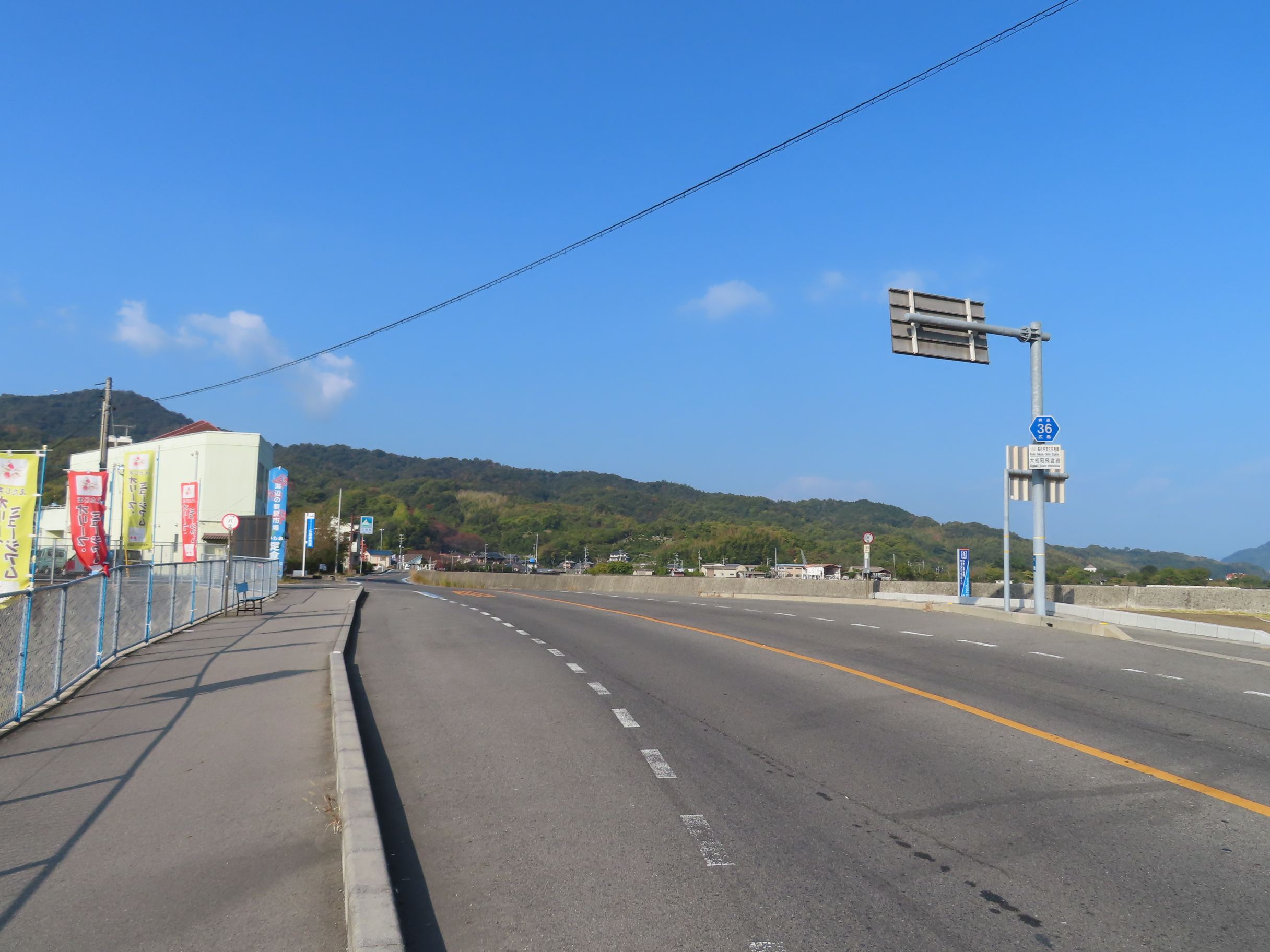
大柿町飛渡瀬にて。手前の江南交差点が終点。

| 交差する道路             | 交差する場所           | 交差する場所       |
| ------------------------ | ---------------------- | ------------------ |
| 国道487号                | 能美町高田（たかた）   | 起点               |
| 国道487号 重複区間起点   | 能美町鹿川（かのかわ） | 永田川橋東詰交差点 |
| 国道487号 重複区間終点   | 能美町中町             | 中町港入口交差点   |
| 広島県道44号江田島大柿線 | 江田島町江南1丁目      | 江南交差点 / 終点  |

### 沿線にある施設など
- 三高郵便局
- 江田島市立三高中学校、三高小学校
- 中国放送沖美ラジオ送信所
- 沖美ブルービーチ、沖美ニューブルービーチ
- 鹿田公園
- 江田島市役所沖美支所
- 沖郵便局
- NTT西日本沖美町電話交換局
- 専念寺
- 江田島市立鹿川小学校
- 呉信用金庫能美支店
- 江田島市役所
- 軍艦利根資料館
- シーサイド温泉のうみ
- ヒューマンビーチ長瀬海水浴場
- 胡子神社
- 藤三江田島ショッピングセンター
- 江田島自動車学校